# Фила, Даниэл
Да́ниэл Фи́ла (чеш. Daniel Fila; род. 21 августа 2002, Брно, Чехия) — чешский футболист, нападающий клуба «Венеция».

## Карьера
Фила — уроженец города Брно, расположенного в историческом регионе Моравия, близ слияния рек Свитавы и Свратки. Начинал заниматься футболом в местных командах. Был в «Сокол Отнице», «Уезд у Брна», «Лишени» и «Зброёвки». Является воспитанником последней. Дебютировал в чемпионате Чехии 6 ноября 2020 года поединком против «Яблонца», выйдя на замену на 90-й минуте вместо Якуба Пршихистала. 14 марта 2021 года забил свой первый гол в профессиональном футболе, поразив ворота всё того же «Яблонца». Всего в дебютном сезоне провёл 21 матч, единожды отличился.
Несмотря на то, что игроком интересовались два лидера чешского футбола - «Спарта» и «Славия», перед сезоном 2021/2022 Фила перебрался в «Младу-Болеслав». 25 июня 2021 года Даниэл дебютировал за новый клуб в поединке против «Виктории Пльзень», выйдя на замену на 55-й минуте. Спустя неделю, 31 июня, нападающий забил свой первый гол за «Младу Болеслав», поразив ворота «Яблонца» в очередной раз.
В феврале 2022 года перешёл в пражскую «Славию», подписав с клубом 4,5 летний контракт
Также Даниэл выступал за сборную Чехии среди юношей до 18 лет. В данный момент является игроком сборной Чехии (до 21 года).

## Статистика выступлений
| Клуб             | Сезон            | Лига         | Лига  | Лига | Кубок | Кубок | Междунар. | Междунар. | Всего | Всего |
| Клуб             | Сезон            | Лига         | Матчи | Голы | Матчи | Голы  | Матчи     | Голы      | Матчи | Голы  |
| ---------------- | ---------------- | ------------ | ----- | ---- | ----- | ----- | --------- | --------- | ----- | ----- |
| Зброёвка         | 2020/2021        | Фортуна Лига | 21    | 1    | 1     | 0     | 0         | 0         | 22    | 1     |
| Млада-Болеслав   | 2021/2022        | Фортуна Лига | 6     | 2    | 0     | 0     | 0         | 0         | 6     | 2     |
| Всего за карьеру | Всего за карьеру | 27           | 3     | 1    | 0     | 0     | 0         | 0         | 28    | 3     |